# Corral de Calatrava (kommunhuvudort)
Corral de Calatrava är en kommunhuvudort i Spanien.   Den ligger i provinsen Provincia de Ciudad Real och regionen Kastilien-La Mancha, i den centrala delen av landet, 180 km söder om huvudstaden Madrid. Corral de Calatrava ligger 596 meter över havet och antalet invånare är 1 261.
Terrängen runt Corral de Calatrava är platt åt sydväst, men åt nordost är den kuperad. Corral de Calatrava ligger nere i en dal. Runt Corral de Calatrava är det glesbefolkat, med 10 invånare per kvadratkilometer. Närmaste större samhälle är Ciudad Real, 19,4 km nordost om Corral de Calatrava. Trakten runt Corral de Calatrava består till största delen av jordbruksmark.